# Férolles
Férolles é uma comuna francesa na região administrativa do Centro, no departamento Loiret. Estende-se por uma área de 17,15 km². Em 2010 a comuna tinha 1 231 habitantes (densidade: 71,8 hab./km²).